# Абрахам, Макс
Макс Абраха́м (или Абрага́м, нем. Max Abraham; 26 марта 1875, Данциг — 16 ноября 1922, Мюнхен) — немецкий физик-теоретик.

## Биография
Родился в еврейской семье. В 1897 году окончил Берлинский университет, где впоследствии работал у Макса Планка в качестве ассистента. В 1902—1909 годах был приват-доцентом в Гёттингене, в 1909—1914 годах работал в США и Италии (в Милане). Когда началась Первая мировая война, был вынужден вернуться в Германию, где работал над теорией передачи радиосигнала в технологическом институте Штутгарта. После войны — снова в Милане, затем в Штутгарте и Ахене. Умер от опухоли головного мозга.

## Научная деятельность
Основные труды и исследования Макса Абрахама посвящены математической физике, электродинамике, электронной теории и теории гравитации. В частности, он придал завершённую форму классической электродинамике Максвелла, используемую по сей день. В 1902—1903 годах Абрахам сформулировал первую гипотезу о структуре электрона, согласно которой его можно представить как твёрдый шарик с равномерно распределённым зарядом. Ввёл в теоретической физике понятие электронного импульса, предложил формулу зависимости электромагнитной массы электрона от скорости. В 1912 году предложил теорию гравитации, обобщающую ньютоновскую, но не учитывающую принцип эквивалентности Эйнштейна.
Его гипотеза о силовом действии света, проходящего через прозрачную среду, была отвергнута в пользу гипотезы Германа Минковского. Недавно были проведены эксперименты, на основании которых некоторые физики делают выводы о правильности гипотезы Абрахама. Однако большинство в физическом сообществе так не считает.